# Sébastien Feller
Sébastien Feller (Thionville, 11 marzo 1991) è uno scacchista francese, grande maestro.

## Carriera
Feller ha ottenuto entrambi i titoli di maestro internazionale e grande maestro nel 2007, all'età di 17 anni. Nello stesso anno ha vinto il campionato francese juniores ed ha ottenuto un secondo posto nell'europeo under 16. Ha giocato come prima riserva della nazionale francese al Campionato europeo a squadre di scacchi, a Novi Sad, totalizzando quattro vittorie, quattro patte e una sconfitta. Nel 2010 ha vinto il campionato francese di gioco lampo e il campionato della città di Parigi.

## Controversie
Nel 2010 ha partecipato con la nazionale francese alle Olimpiadi degli scacchi del 2010 a Chanty-Mansijsk, in Russia, totalizzando 6/9 con cinque vittorie e ottenendo una medaglia d'oro individuale come riserva. La Federazione Francese degli Scacchi (FFE) lo ha però accusato di cheating durante l'evento, insieme al grande maestro Arnaud Hauchard e al maestro internazionale Cyril Marzolo. Marzolo dalla Francia analizzava le partite al computer, suggerendo le mosse a Feller tramite l'aiuto di Hauchard, che si trovava in sala ed era in contatto con il primo via SMS. Hauchard faceva poi sapere le mosse al compagno sulla scacchiera spostandosi nella sala di gioco secondo posizioni concordate a seconda della mossa da fare. Secondo la FFE i complici si sono scambiati 200 SMS nel corso dell'evento.
Feller ha rilasciato un comunicato stampa nel quale rigetta le accuse:
Il presidente della FIDE è diffamato nel blog di Jean-Claude Moingt, secondo il quale avrebbe approfittato di deleghe fittizie. Inoltre, in quel periodo gli ho parlato privatamente riguardo irregolarità contabili della FFE (delle quali fornirò in seguito i dettagli) facendo arrabbiare il suo presidente.
Ho contattato il mio avvocato, il sig. Charles Morel, per intraprendere un'azione legale contro la FFE per la citazione ingiustificata del mio nome in comunicati ufficiali, così come contro tutti i siti francesi e stranieri, così come la stampa internazionale.»
La FFE ha preso provvedimenti disciplinari contro i giocatori, revocati poi da una corte civile francese per questioni tecniche. Nel luglio 2012 è poi intervenuta in merito la Commissione Etica FIDE, sanzionando i tre giocatori coinvolti, squalificando Feller per due anni e nove mesi (a partire dal 1º agosto 2012) da tutti gli eventi internazionali. Il ranking di Feller è stato sospeso a seguito della squalifica. Nella graduatoria del mese di gennaio 2012 Feller occupava la 95ª posizione nella top 100.